# Lendelede
Lendelede est une commune néerlandophone de Belgique située en Région flamande dans la province de Flandre-Occidentale.

## Héraldique
|  | La commune possède des armoiries qui lui ont été octroyées le 1er décembre 1980. Ce sont celles des derniers seigneurs de Lendelede, les barons de la Grange. En 1749, Louisa Isabella de la Grange reçut le village et les biens de son mari, Bavo II de Bisschop, en 1749, en guise de cadeau de mariage. Son frère Valeriaan Arnaat Claude Lodewijk, baron de la Grange, reçut le domaine en 1798 et fut le dernier seigneur de Lendelede. Blasonnement : D'azur à une croix d'or accompagnée de dix-huit billettes du même, cinq dans les cantons du chef posées 2,1,2 et 4 dans les cantons de la pointe, posées 2, 2. De gueules étoilé. Source du blasonnement : Heraldy of the World. |

## Démographie
Elle comptait, au 1er novembre 2023, 5 875 habitants (2 920 hommes et 2 955 femmes), soit une densité de 446,77 habitants/km² pour une superficie de 13,15 km².

### Évolution démographique
Le graphique suivant reprend sa population résidente au 1er janvier de chaque année
- Source: DGS , de 1831 à 1981=recensements population; à partir de 1990 = nombre d'habitants chaque 1 janvier[3]

## Histoire
La colonisation de Lendelede est ancienne ; selon d'anciennes chroniques, une voie romaine traversait la commune du nord au sud.
La plus ancienne mention de Lendelede date de 1078, sous le nom de « Lethae ».*
Dans le passé, Lendelede était le siège d'une seigneurie. Vers 1688, Baudouin Bridoul est seigneur de Lendelede. Nommé bourgmestre de Menin le 26 octobre 1688, il retrouve cette fonction le 13 mars 1690, puis le 23 octobre 1694 jusqu'au 3 septembre 1699.
Lendelede a souvent souffert de guerres, de pillages, et d'épidémies :
- En 1658, les Français envahirent la région, et y commirent des actes de vandalisme.
- En 1694, on dénombra sept fois plus de décès que de naissances; et en 1707, 231 habitants périrent de la peste.
- Pendant la guerre de Succession d'Espagne, les troupes alliées causèrent de graves dommages. Huit fermes et de plusieurs habitations furent détruites.
- Durant la guerre de 1744-1745, la population dut accueillir les soldats et assurer leur ravitaillement. Ce fut également le cas pendant la Révolution française et à l'annexion par la France entre 1794 et 1814.
- En 1794, 287 succombèrent à la dysenterie. Onze autres périrent au combat lors de la Guerre des Paysans (1798).
- Pendant la Première Guerre mondiale, l'école communale fit office de boulangerie allemande. Une usine, le cloître servirent d'hôpital mobile. Une ligne de tram traversait la commune, menant au front. De nombreux habitants périrent durant cette période. À la fin des combats en octobre 1918, plus de cent soldats de la commune étaient morts.
- Pendant la bataille de la Lys en mai 1940, la commune souffrit terriblement. L'église, les maisons et les fermes furent lourdement endommagées par les bombardements. Six habitants périrent, ainsi que 17 soldats (12 Allemands, 4 Belges en 1 Anglais).
- Le pilote français Roland Garros fut abattu au-dessus de Lendelede, et retomba à Ingelmunster. Il survécut au crash.